# I liga paragwajska w piłce nożnej (1936)
Mistrzem Paragwaju został klub Club Olimpia, natomiast wicemistrzem Paragwaju – klub Atlántida SC.
Mistrzostwa miały być rozegrane systemem każdy z każdym mecz i rewanż – ostatecznie zakończone zostały na 12 kolejce. Najlepszy w tabeli klub został mistrzem Paragwaju.
Z ligi nikt nie spadł i nikt do niej nie awansował.

## Primera División
Mistrzostwa przerwane zostały w listopadzie 1936 roku w celu przygotowania reprezentacji Paragwaju do mistrzostw Ameryki Południowej 1937 roku, które miały być rozgrywane w Buenos Aires (inauguracja 27 grudnia). Planowano, że po mistrzostwach liga zostanie dokończona, jednak 28 lutego 1937 roku podjęto decyzję, że rozgrywki ligowe nie zostaną wznowione i uznano, że dotychczasowa tabela jest ostateczna i stanowi podstawę do przyznania tytułu mistrza Paragwaju w 1936 roku.

### Wyniki
| Data              | Mecz                                 |
| ----------------- | ------------------------------------ |
| 13 listopada 1936 | Atlético Corrales – Club Olimpia 3:2 |

### Tabela końcowa sezonu 1936
| Poz | Klub                  | Mecze | Zw | Rem | Por | Punkty |
| --- | --------------------- | ----- | -- | --- | --- | ------ |
| 1   | Club Olimpia          | 12    | 10 | 1   | 1   | 21     |
| 2   | Atlántida SC          | 12    | ?  | ?   | ?   | 15     |
| 3   | Club Nacional         | 11    | ?  | ?   | ?   | 15     |
| 4   | Club Libertad         | ?     | ?  | ?   | ?   | 13     |
| 5   | Sportivo Luqueño      | ?     | ?  | ?   | ?   | 13     |
| 6   | Club Sol de América   | ?     | ?  | ?   | ?   | 11     |
| 7   | Cerro Porteño         | ?     | ?  | ?   | ?   | 10     |
| 8   | Club River Plate      | ?     | ?  | ?   | ?   | 10     |
| 9   | Club Presidente Hayes | ?     | ?  | ?   | ?   | 8      |
| 10  | Atlético Corrales     | ?     | ?  | ?   | ?   | 8      |
| 11  | Club Guaraní          | ?     | ?  | ?   | ?   | 6      |

## Klasyfikacja strzelców w sezonie 1936
| Gole | Piłkarz        | Klub         |
| ---- | -------------- | ------------ |
| 34   | Flaminio Silva | Club Olimpia |